# Фещенко, Владимир Николаевич
Владимир Николаевич Фещенко (1938—1995) — советский работник промышленности, строитель, бригадир монтажников строительного управления № 2 управления строительства «Березникихимстрой» Главзападуралстроя Пермской области, Герой Социалистического Труда (1982).

## Биография
Родился в 1938 году в селе Заковряшино Каменского района Алтайского края (ныне — Крутихинского района). Сначала работал в колхозе. Был целинником и в 1965 году удостоен медали «За освоение целинных и залежных земель».
После службы в Советской армии, в 1960 году, приехал в город Березники Пермской области на строительство завода по производству титана. Работал плотником, затем изучил и освоил профессии монтажника и газосварщика. С 1965 года был бригадиром монтажников. Вместе с бригадой сооружал цехи титано-магниевого комбината, принимал участие в реконструкции производств объединения «Азот», строил корпуса содового завода, калийных предприятий. 
На строительстве 1-го и 2-го комплексов аммиака и карбамида в производственном объединении «Азот» норма выработки коллектива Владимира Фещенко достигала 180 процентов. Бригада одной из первых в области бригада начала возводить здания блочно-комплектным методом и в 1984 году была признана лучшей хозрасчетной бригадой Министерства промышленного строительства СССР.
Кроме производственной, занимался общественной деятельностью. Вёл рационализаторскую работу. Будучи членом КПСС, стал делегатом XXVII съезда партии, был членом парткома «Березникихимстроя», городского комитета партии и бюро Ленинского райкома партии.
Умер в 1995 году в городе Березники. В 1996 году на доме, где жил В. Н. Фещенко, была установлена мемориальная доска (автор В. П. Шека). Является памятником  местного значения города Березники.
В Архивном отделе города Березники имеются документы, относящиеся к В. Н. Фещенко.

## Награды
- Указом Президиума Верховного Совета СССР от 22 июня 1982 года Фещенко Владимиру Николаевичу было присвоено звание Героя Социалистического Труда с вручением ордена Ленина и золотой медали «Серп и Молот».[4]
- Также был награждён орденами Октябрьской Революции, Трудового Красного Знамени и медалями.
- Лауреат Государственной премии СССР (1976 год, за выдающиеся достижения в труде передовикам социалистического соревнования).[5]